# Ким (имя)
Ким — мужское или женское имя, уменьшительное или псевдоним для таких имен, как Кимберли, Кимбол, Кимико. В СССР мужское имя, которое образовано как неологизм по названию революционной политической организации, расшифровывается как аббревиатура Коммунистический интернационал молодёжи. В 1920-х годах практиковалась смена имени Иоаким (Иоахим) на Ким, обусловленная сменой вкусов и «ассимиляцией» к новым коммунистическим мотивам.

## В культуре
- Ким — Кимбол О’Хара, вымышленный лахорский мальчишка-сирота, сын ирландского солдата, оставшегося в Индии, когда его полк вернулся домой в Ирландию в романе Редьярда Киплинга «Ким», опубликованном в 1901 году.
- Ким О’Хара — героиня романа Сергея Лукьяненко «Геном».
- Ким — дочь главной героини романа Эдны Фербер «Плавучий театр[англ.]», потому что дочь родилась в тот момент, когда плавучий театр «Цветок хлопка» находился в точке схождения на реке Миссисипи трёх штатов Кентукки, Иллинойс и Миссури
- Ким — брат Мэлса в фильме «Стиляги».
- Ким — капитан из повести К. Булычёва «Тайна третьей планеты».
- Ким — сын писателя Андрея Константиновича Жаркова из фильма «С вечера до полудня».
- Ким — имя главной героини мультфильма Ким Пять-с-плюсом.
- Ким Уэкслер — одна из главных героев сериала «Лучше звоните Солу»
- Ким Вершинин — старший лейтенант МУРа из сериала Шифр.
- Ким — Ким Кицураги, персонаж в игре Disco Elysium.

- Кима — одна из персонажей советского фильма «Аты-баты, шли солдаты» («…Коммунистический Интернационал молодёжи, только женского рода»).